# Jason Massey
Jason Eric Massey (7 de enero de 1973 - 3 de abril de 2001) fue un asesino estadounidense natural del Condado de Ellis (Texas), condenado a muerte por los asesinatos de Christina Benjamin, de 13 años, y su hermanastro, James Brian King, de 14, cometidos el 27 de julio de 1993. Massey permaneció en el corredor de la muerte de Texas hasta su ejecución por inyección letal en la prisión de Huntsville en 2001. 
El doble asesinato cometido por Massey ha sido reconstruido en un episodio de la serie de estilo documental Forensic Files, titulado Pure Evil y clasificado TV-MA.

## Biografía
Massey sufrió maltrato por parte de su padre alcohólico y su madre. Se convirtió en un delincuente juvenil con una larga lista de antecedentes, la mayoría por maltrato animal y acecho. Fue internado por su madre en un hospital psiquiátrico en una ocasión después de descubrir diarios de Jason en los que revelaba sus fantasías violentas sobre violación y asesinato, su admiración por Charles Manson y su deseo de convertirse en un asesino en serie. Atraído también por el satanismo, Massey se convirtió al cristianismo mientras se encontraba en el corredor de la muerte.

## Crímenes
Massey era conocido por torturar y decapitar perros, gatos y vacas, después de su arresto se descubrió que guardaba las cabezas como trofeos. El 27 de julio de 1993, Massey recogió en su automóvil a los adolescentes James Brian King, de 14 años, y Christina Benjamin, hermanastra de King, de 13 años. 
Massey mató a James Brian King disparándole dos veces en la cabeza, persiguió después a Christina Benjamin, ella recibió disparos y fue acuchillada. Massey mutiló el cadáver de Benjamin y arrojó el cadáver de King por un puente. Las armas utilizadas para cometer el crimen fueron una pistola del calibre 22 y un cuchillo. Los cuerpos fueron encontrados tres días después de que los dos menores desaparecieran de la localidad en que vivían, situada a unos 50 kilómetros de Dallas. El cuerpo de la muchacha había sido decapitado y no tenía manos. Los cadáveres fueron identificados mediante la ciencia forense. Massey había sido detenido por crueldad animal y fue de nuevo arrestado poco después de ser liberado. Se hallaron evidencias en el vehículo de Massey que le relacionaban con las víctimas.

## Juicio
Los exámenes presentados durante el juicio revelaron que Benjamin no fue agredida sexualmente. La policía encontró antes del final del juicio un libro en el que Massey había calculado cuantas personas tendría que asesinar al mes hasta sumar un total de mil y un frigorífico en el que había 31 cabezas de gatos y perros. Los fiscales indicaron durante el juicio que Massey admiraba a otros asesinos en serie. "Quería ser el más grande asesino múltiple de la historia", manifestó el fiscal Clay Strange. Massey nunca reveló las razones que le llevaron a matar a King y Benjamin. En octubre de 1994, Massey fue declarado culpable y condenado a la pena capital. El juez que dictó sentencia manifestó que la única injusticia que se había cometido en el juicio es que a Massey no se le había causado tanto sufrimiento como el que él causó a sus víctimas, el público presente en la sala respaldó las palabras del juez con aplausos.

## Ejecución
El 3 de abril de 2001, Massey se convirtió en el sexto ejecutado por el Estado de Texas aquel año. Massey se dirigió a los familiares de sus víctimas antes de su ejecución, pidió disculpas por lo que había hecho, dijo que Christina no había sufrido tanto como creían y reveló que había arrojado al río Trinity las partes de su cuerpo que no habían sido encontradas. Después declaró su amor por sus padres y recitó un verso de la Biblia.
Massey fue declarado muerto a las 18:20 hora local, 3,20 hora española.

## Víctimas
- James Brian King, de 14 años, asesinado el 27 de julio de 1993.
- Christina Benjamin, de 13 años, hermanastra de King, asesinada el mismo día.